# Грайнер, Вальтер
Вальтер Грайнер (нем. Walter Greiner; 29 октября 1935, Нойенбау, Юденбах, Тюрингия, Германия — 5 октября 2016) — немецкий физик, работавший в области теоретической ядерной физики и физики тяжёлых ионов, автор многотомного курса теоретической физики.

## Биография
Вальтер Грайнер родился 29 октября 1935 года в Нойенбау (ныне в составе общины Юденбах, район Зоннеберг, Тюрингия). В 1956 году он поступил во Франкфуртский университет имени Иоганна Вольфганга Гёте, где изучал физику и математику, а в 1958 году окончил его, получив степень бакалавра. В 1960 году Грайнер получил степень магистра в Дармштадтской высшей технической школе, представив диплом под названием «Плазменные реакторы».
В 1960—1962 годах Грайнер работал во Фрайбургском университете. Там же в 1961 году он защитил диссертацию на тему «Ядерная поляризация в мюонных атомах» (нем. Die Kernpolarisation in μ-Mesonenatomen), его научным руководителем был Ганс Маршалл. В 1962—1964 годах  был сотрудником Мэрилендского университета в должности ассистента.
В 1964 году Грайнер принял предложение возглавить кафедру теоретической физики Франкфуртского университета имени Иоганна Вольфганга Гёте, и с января 1965 года стал профессором этого университета. В 1965—1995 годах он был директором Института теоретической физики Франкфуртского университета, а в 2001—2002 годах — деканом физического факультета. В 2003 году, совместно с Вольфом Зингером, выступил сооснователем  Франкфуртского института перспективных исследований.

## Научные результаты
В 1960-х годах Вальтер Грайнер проводил исследования, связанные с островами стабильности изотопов сверхтяжёлых элементов, а также с количественным описанием свойств сверхтяжёлых ядер. Полученные результаты оказались важным вкладом в физику тяжёлых ионов, а также в работу по синтезу новых элементов.
Ряд его работ был посвящён развитию квантовой электродинамики сверхсильных полей. В частности, он исследовал спонтанный распад вакуума в сверхсильных полях, которые возникают в гигантских атомах, появляющихся при столкновениях тяжёлых ионов.
Грайнер являлся автором более 700 статей в научных журналах, а также ряда книг. В частности, его многотомный курс теоретической физики, изданный на немецком языке, был переведён на английский и ряд других языков.

## Награды, премии и почётные звания
- Премия Макса Борна (1974)[6].
- Премия Отто Гана (1982)[7].
- Почётный член Физического общества имени Лоранда Этвёша[венг.] (1989)[8].
- Почётный член Румынской академии (1992)[9].
- Медаль Александра фон Гумбольдта (1998)[8].
- Офицер Ордена Академических пальм (1999)[8].
- Член Академии наук Катании[итал.] (2001)[8].
- Почётный профессор Цзилиньского университета (2001)[8].
- Физическая медаль 1-й степени Чешского физического общества[чеш.] (2006)[8].
- Премия Лизы Мейтнер[англ.] (2008)[10].
- Почётный доктор Витватерсрандского университета (1982), Пекинского университета (1990), Тель-Авивского университета (1900—1991), Университета Луи Пастера (1991), Бухарестского университета (1992), Дебреценского университета (1997), Нантского университета (2001), Национального автономного университета Мексики (2001), Санкт-Петербургского государственного университета (2002), Объединённого института ядерных исследований (2003) и Института теоретической физики имени Н. Н. Боголюбова НАН Украины (2003)[8].

### Курс теоретической физики
- Том 1: W. Greiner. Klassische Mechanik I (Kinematik und Dynamik der Punktteilchen, Relativitätstheorie), Harri Deutsch, 1974 (8-е издание — 2008).
- Том 2: W. Greiner. Klassische Mechanik II (Teilchensysteme, Lagrange-Hamiltonsche Dynamik, nichtlineare Phänomene), Harri Deutsch, 1974 (8-е издание — 2008).
- Том 2a: W. Greiner, H. Stöcker. Hydrodynamik, Harri Deutsch, 1978 (3-е издание — 1987).
- Том 3: W. Greiner. Klassische Elektrodynamik, Harri Deutsch, 1975 (7-е издание — 2008).
- Том 3a: W. Greiner, J. Rafelski. Spezielle Relativitätstheorie, Harri Deutsch, 1984 (2-е издание — 1989).
- Том 4: W. Greiner. Quantenmechanik I (Einführung), Harri Deutsch, 1975 (6-е издание — 2005).
- Том 4a: W. Greiner. Quantentheorie (Spezielle Kapitel), Harri Deutsch, 1980.
- Том 5: W. Greiner, B. Müller. Quantenmechanik II (Symmetrien), Harri Deutsch, 1979 (4-е издание — 2005).
- Том 6: W. Greiner. Relativistische Quantenmechanik (Wellengleichungen), Harri Deutsch, 1981.
- Том 7: W. Greiner, J. Rafelski. Quantenelektrodynamik, Harri Deutsch, 1984 (2-е издание — 1995).
- Том 7a: W. Greiner, J. Rafelski. Feldquantisierung, Harri Deutsch, 1993.
- Том 8: W. Greiner, B. Mueller. Eichtheorie der schwachen Wechselwirkung, Harri Deutsch, 1986 (2-е издание — 1995).
- Том 9: W. Greiner, L. Neise, H. Stöcker. Thermodynamik und  Statistische Mechanik, Harri Deutsch, 1984 (2-е издание — 1993).
- Том 10: W. Greiner, A. Schäfer. Quantenchromodynamik, Harri Deutsch, 1989, ISBN 3-87144-710-2.
- Том 11: W. Greiner, J. Maruhn. Kernmodelle, Harri Deutsch, 1995.

### Другие книги
- J. M. Eisenberg, W. Greiner. Nuclear theory 1: Nuclear models. Collective and single particle phenomena, North Holland, 1970.
- J. M. Eisenberg, W. Greiner. Nuclear theory 2: Excitation mechanisms of the nucleus, North Holland, 1970.
- J. M. Eisenberg, W. Greiner. Nuclear theory 3: Microscopic theory of the nucleus, North Holland, 1972.
- W. Greiner, B. Müller, J. Rafelski. Quantum Electrodynamics of strong fields: With an introduction to modern relativistic quantum mechanics, Springer, 1985, ISBN 978-3642822742.